# Ablabesmyia peleensis
Ablabesmyia peleensis är en tvåvingeart som först beskrevs av Walley 1926.  Ablabesmyia peleensis ingår i släktet Ablabesmyia och familjen fjädermyggor. Inga underarter finns listade i Catalogue of Life.